# یاتسک کاوتسکی
یاتسک کاوُتسکی (لهستانی: Jacek Kałucki؛ زادهٔ ۵ دسامبر ۱۹۵۳) بازیگر و صداپیشه اهل لهستان است.
از فیلم‌ها یا مجموعه‌های تلویزیونی که وی در آن‌ها نقش داشته‌است، می‌توان به کونوپیلکا، باغ لوئیز، ورای تخت جراحی، رانر رانر، رنگ‌های خوشبختی، در خوشی و سختی، پدر متیو، ع چون عشق، ماگدا ام.، کارآگاهان جنایی، در خیابان سپولنی، خانه کشیش، حوزه استحفاظی ۱۳، طایفه، ده فرمان ۳، همبستگی، همبستگی... و شکنجه اشاره نمود.